# Cletodes hartmannae
Cletodes hartmannae är en kräftdjursart som beskrevs av Lang 1965. Cletodes hartmannae ingår i släktet Cletodes och familjen Cletodidae. Inga underarter finns listade i Catalogue of Life.